# Florence and Cripple Creek Railroad
Le Florence and Cripple Creek Railroad (F&CC) était un chemin de fer américain de classe I qui exploitait des mines du Colorado.

## Histoire

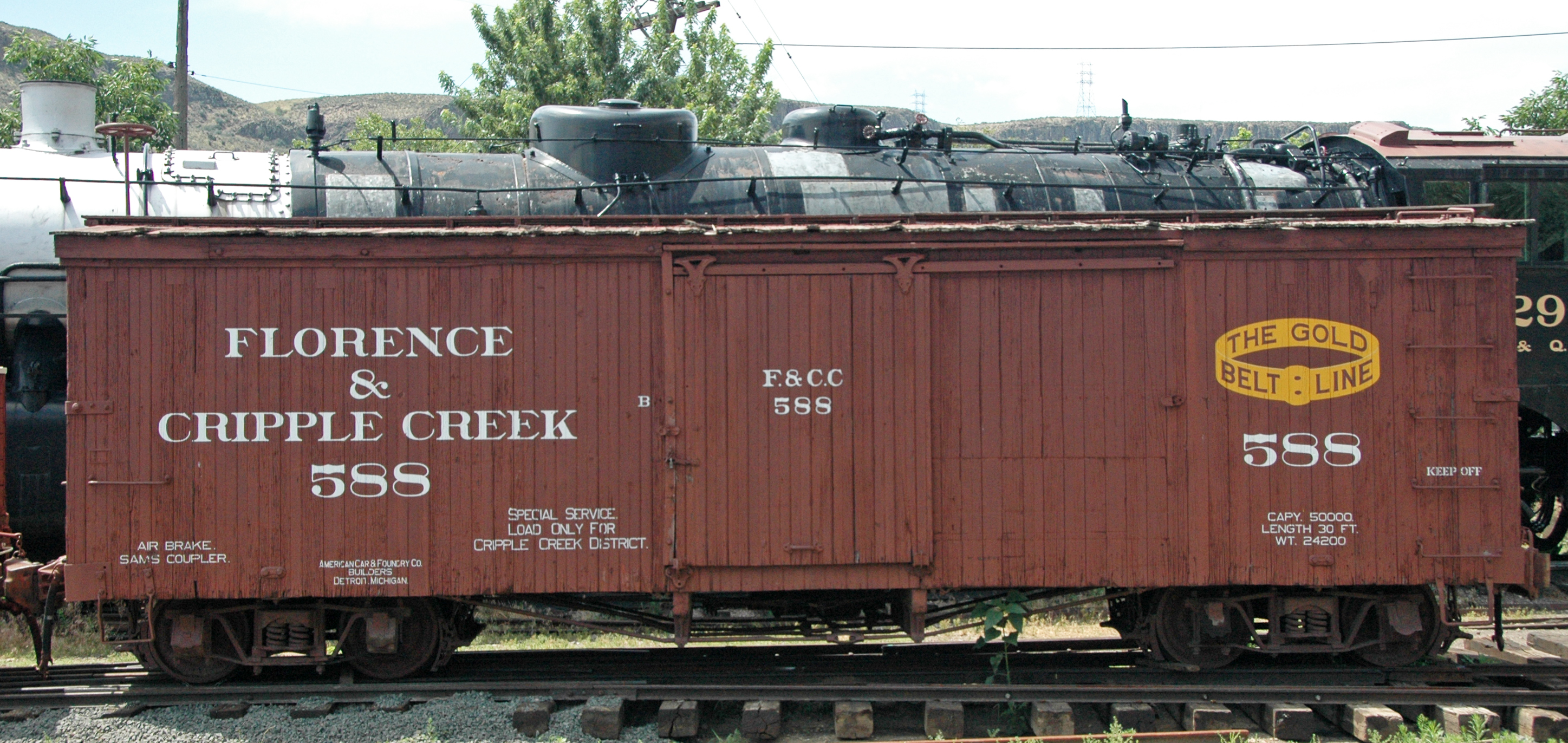
Wagon dans un musée ferroviaire.

Inaugurée en 1893, cette compagnie à voie étroite partait d'une jonction sur le Denver and Rio Grande Railroad (D&RG) à Florence, pour remonter vers le nord via la gorge étroite et abrupte de Phantom Canyon, pour arriver à Cripple Creek à l'ouest de Pikes Peak, Colorado. Comme le F&CC fut le premier chemin de fer à atteindre la région minière de Cripple Creek, il dégagea rapidement de substantiels profits. Il transportait des personnes et des biens vers les mines, et convoyait en retour le minerai concentré, destiné soit aux aciéries de Florence, soit à celles de Pueblo après son transfert sur le D&RG. La gare principale du F&CC était localisée à Victor, un village de moindre importance que Cripple Creek. Ses nombreux embranchements desservaient les plus grosses mines de la région. Le F&CC prolongea ensuite sa ligne de Florence à Cañon City, sur les rives de la rivière Arkansas.
Le F&CC commença à souffrir financièrement de la compétition exercée par de nouvelles compagnies à voies standard, comme le Midland Terminal Railroad, et le Colorado Springs and Cripple Creek District Railroad, qui reliaient directement la région minière à Colorado Springs. De plus de grosses précipitations emportèrent à plusieurs reprises des portions de la ligne du F&CC dans l'étroit Phatom Canyon. 
Au début du XXe siècle, le F&CC qui connaissait de sérieux problèmes financiers, fusionna avec d'autres chemins de fer de la région au sein de la Cripple Creek Central holding company. D'ultimes grosses précipitations détruisirent suffisamment de voie du F&CC, pour que le nouveau propriétaire jugeât qu'il était financièrement imprudent de dépenser de l'argent pour la reconstruction. La ligne fut alors abandonnée et détruite. Ses 8 locomotives de fret de type Consolidation 2-8-0, et les 4 de voyageurs de type Ten Wheel 4-6-0, furent rapidement vendues à d'autres compagnies à voie étroite.
Une filiale du F&CC, le Golden Circle Railroad, qui exploitait un réseau à voie étroite pour les travailleurs de cette région, continua son service quelques années de plus avant d'être lui aussi abandonné par la holding.

## Ouvrages complémentaires
- McFarland, Edward M. The Cripple Creek Road : a Midland Terminal guide and data book. Boulder, CO: Pruett Publishing Company.  (ISBN 0871086476). (OCLC 9044886).
- Lewis, Allan C.. Florence & Cripple Creak Railroad : Forty Miles to Fortune. Denver, CO: Sundance Publications, Limited..  (ISBN 0913582727).